# AS-2002
El AS-2002 (Acero Santiago 2002) es el cuarto modelo de tren del Metro de Santiago. Diseñado y construido por Alstom en Brasil, siendo el primer tren de rodadura férrea y de tipo modular. En total eran 72 trenes formados de tres coches (216 unidades), pero a raíz de las protestas por el alza del pasaje quedaron 69 trenes (207 unidades) en servicio. Circulan por las líneas 4 y 4A del ferrocarril metropolitano.

## Historia
Este tren se remonta a los inicios de la construcción de la Línea 4. En aquella época Metro de Santiago realizó una licitación para encargar la manufactura del nuevo material rodante presente en la mencionada red. Para este proceso se presentaron 7 empresas, destacándose Alstom y Siemens. Finalmente fue la primera quien se adjudicó la fabricación de estos trenes por un valor de USD 201,9 millones.
Los primeros convoyes, de un total de 60, comenzaron a llegar a finales del año 2004. Provenientes del puerto de Santos, en Brasil, arribaron al terminal de Valparaíso, Chile. En la instancia fueron trasladados por vía terrestre hacia los talleres ubicados en Puente Alto. No obstante, en 2009 se adquirieron 12 nuevas formaciones para reforzar la flota en las líneas de circulación. Estas llegaron entre finales de dicho año y septiembre de 2010.
En 2007, tras el comienzo del plan Transantiago, estos trenes fueron presa de modificaciones. En la oportunidad se les añadió un sistema de luces led rojas y verdes para identificar las rutas del servicio expreso.
En agosto de 2008 dos formaciones sufrieron un choque en la estación Príncipe de Gales. Este hecho ocurrió, según información de Metro de Santiago, por una falla humana al momento de ingresar a la estación. En la instancia, un tren que era trasladado de forma manual impactó a otro que esperaba en la estación el abordaje de pasajeros, resultando 4 de ellos heridos.
En octubre de 2019, durante las protestas originadas por el alza de la tarifa, varias estaciones de línea 4 resultaron incendiadas. Producto de lo anterior, 6 formaciones resultaron totalmente incendiadas: 2 en Elisa Correa, 2 en San José de la Estrella y 2 en Protectora de la Infancia. Además, un tren resultó con daños de diversa índole en la estación Rojas Magallanes. Sin embargo, después de un proceso de recuperación se restauraron 3 trenes siendo dados de baja 3 formaciones. Con esto Finalmente, en diciembre de 2020, Metro de Santiago dio a conocer que fueron 36 los trenes que sufrieron algún tipo de daño. Entre ellos 30 fueron vandalizados con rayados diversos o rompimiento de sus vidrios. Se suman 6 que fueron incediados, 3 de los cuales fueron dados de baja debido a los daños. Con esto se mantienen 69 trenes en funcionamiento, en donde el último en ser recuperado entró en operaciones el día 30 del mismo mes.
En 2020 la totalidad de estos trenes comenzaron a ser sometidos a un cambio en su iluminación. Lo anterior consiste en cambiar los sistemas basados en tubos fluorescentes a un sistema led, todo esto para mejorar la iluminación interior de los trenes. También se enmarcó en bajar la contaminación producida por las luminarias fluorescentes. El proceso completo de cambio estará listo durante el primer semestre de 2023.
Hacia 2022 se anunció que estos trenes serían sometidos a una modernización. En dicho proceso se cambiaría el sistema informático —el cual poseía tecnología de los años 80— y los componentes de tracción. Con esto se espera que puedan ser operados por cerca de 30 años más.

## Datos técnicos
- Ancho de vía: 1435 mm
- Voltaje utilizado por el tren: 750 VCC mediante tercer riel
- Sistema de tracción: Motores de corriente alterna (2 por bogie).
- Fabricante: Alstom Brasil
- Procedencia:  Brasil
- Año de construcción: Desde 2004 (R4401) hasta 2010 (R4472).
- Series motrices: M0801 al M0944
- Interiores: Asientos color naranja y acabados interiores en blanco crema.
- Pintura de la carrocería: Franjas color naranja y rojo.
- Monocoup: Campana eléctrica.
- Largo de los coches M y R: 22,75 m
- Formaciones posibles: 3 coches: M+R+M (67,25 m)
- sistema de ventilación: Renovación de aire.

En donde:
- M: Coche motor con cabina de conducción.
- R: Coche remolque.